# Laxmi Sharma
Laxmi Sharma là một doanh nhân người Nepal. Bà được ghi nhận là người phụ nữ Nepal đầu tiên lái xe kéo tự động và là người thành lập nhà máy sản xuất khuy áo đầu tiên ở Nepal. Sharma kết hôn từ khi còn rất trẻ. Sau khi ly hôn, bà làm người giúp việc trong mười sáu năm rồi sau đó bắt đầu lái xe kéo. Bà thường xuyên bị quấy rối vì là một tài xế nữ, về sau Sharma mở công ty Laxmi Wood Craft Udhyog, một công ty sản xuất khuy áo. Các khuy áo được xuất khẩu sang Đức, Thụy Sĩ, Zambia, Đan Mạch và Hoa Kỳ.

## Đời tư
Sharma làm việc tại cung điện hoàng gia, hái hoa cho lễ Puja, dọn phòng và dành thời gian cho công chúa. Với công việc này, Sharma nhận được khoảng 20 rupee Nepal mỗi tháng. Sau khi hoàng hậu qua đời, bà phải về nhà. Sharma từng nói: "Khi còn bé, tôi rất khó thay đổi để hòa nhập với lối sống xô bồ như vậy khi ở trong cung điện, nơi mọi người chăm sóc tôi. Đến khi trở về nhà, tôi phải tự học cách nấu ăn và dọn dẹp".
Năm 13 tuổi, Sharma kết hôn và có ba cô con gái. Bà bị thúc ép phải sinh con dù không muốn. Theo chia sẻ từ chính Sharma, bà mất đứa con đầu lòng vì "không có đủ thể chất hay tinh thần để sẵn sàng làm mẹ một đứa trẻ". Bà mô tả quá trình này là "chấn thương tinh thần". Sau mười bốn năm kết hôn, Sharma ly hôn chồng vì cho rằng mình bị coi thường. Bà cũng không muốn con mình lớn lên trong một môi trường thiếu tôn trọng. Để chu cấp cho con, bà làm việc với tư cách một người giúp việc trong khoảng 16 năm.

## Nghề nghiệp
Năm 1981, Sharma mượn tiền từ các thành viên gia đình để mua một chiếc xe kéo tự động (xe lam) với giá khoảng 10.000 rupee Nepal (khoảng 80 đô la Mỹ thời giá 2020). Bà cũng thuê một người đàn ông lái chiếc xe này. Sharma cũng dành tám tháng ở Nepal và ba tháng ở Ấn Độ để học cơ khí. Sau đó, vì không kiếm được bất kỳ nguồn lợi tức nào từ chiếc xe kéo tự động của mình, bà quyết định đích thân làm người lái xe. Sharma lái chiếc xe lam trong khoảng bốn năm mà không có bằng lái. Bà cũng không biết về việc phải có bằng lái mới được lái xe. Sharma là người phụ nữ Nepal đầu tiên được ghi nhận lái xe kéo tự động. Sharma sau đó tiết lộ rằng bà bị cộng đồng nơi mình sinh sống xúc phạm và quấy rối vì điều khiển chiếc xe. Bà nói thêm: "Đàn ông quấy rối tôi, dùng lời chòng ghẹo gợi dục, kéo tóc, thậm chí cố gắng chạm vào tôi. Đôi khi, ngay cả hành khách nữ cũng từ chối trả tiền vé, vì tôi là phụ nữ nên không đủ sức đe dọa họ". Sau đó, bà bắt đầu kiếm được 100 rupee mỗi ngày (0,8 đô la thời giá 2020) và mua thêm năm chiếc xe kéo tự động khác.
Hai năm sau, sau khi bỏ nghề lái xe, Sharma mở Laxmi Wood Craft Udhyog, một nhà máy sản xuất khuy áo. Đó là nhà máy sản xuất khuy áo đầu tiên ở Nepal. Bà thuê bốn người làm việc trong nhà máy. Cùng nhau, họ tạo ra những chiếc khuy từ "xương và sừng của động vật, đặc biệt là trâu". Khuy của công ty bà cũng được xuất khẩu sang Đức, Thụy Sĩ, Zambia, Đan Mạch và thậm chí Hoa Kỳ. Công ty của Sharma "thời gian đầu bán đắt như tôm tươi" nhưng chính bản thân bà cũng từng phải đối mặt với vấn đề "lạm dụng thể xác khi đi thu thập thành quả lao động của mình". Những chiếc khuy được nhập khẩu bởi các công ty lớn bao gồm Ralph Lauren và Zara. Công ty bà đã thực hiện khoảng mười lăm ngàn kiểu thiết kế khuy khác nhau. Sharma cũng dành rất nhiều thời gian trong thư viện để tự nghiên cứu, tìm tòi về "nghệ thuật và nghề thủ công của châu Âu cùng các đồ vật được sử dụng".

## Giải thưởng
| Năm  | Danh hiệu                                          | Kết quả   | Nguồn        |
| ---- | -------------------------------------------------- | --------- | ------------ |
| 1999 | "Người phụ nữ đầu tiên lái xe kéo tự động ở Nepal" | Vinh danh | [ 3 ] [ 10 ] |